# 스키타이 문화

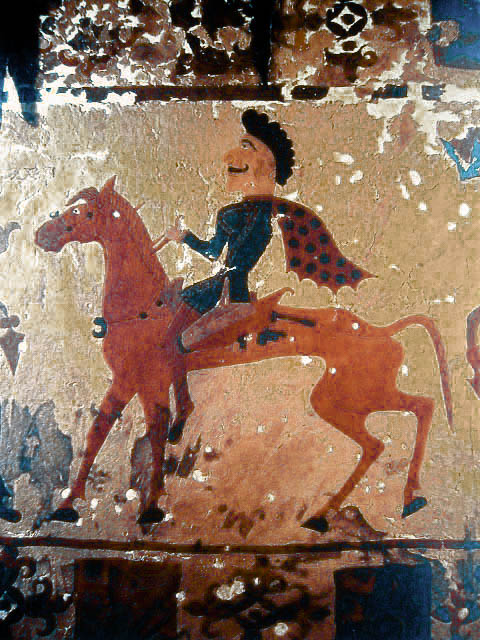

스키타이 문화 또는 스키티아 문화는 대략 기원전 9세기부터 기원후 2세기 사이 철기 시대 기간 유라시아 스텝 전반에 걸쳐 번창한 고대 문화들을 의미한다.
이란계 일파라 일컬어지는 스키타이의 이름은 기원전 7세기경부터 기록에 나오며, 기원전 6세기에는 남러시아의 초원 지대에서 남하하여 볼가강에서 드네프르강에 이르는 지역을 중심으로 강력한 부족연합체(왕국)를 이루고, 피지배 민족으로부터 약탈과 흑해 북쪽 연안의 그리스인 식민지와 교역에 의하여 번영했다. 그리스 역사가 헤로도토스는 스키타이를 왕후(王侯) 스키타이·유목 스키타이·농민 스키타이·농경 스키타이 등 4개의 집단으로 구분하였다.기원전 3세기경에는 돈강 동쪽에 있던 사르마타이의 압박을 받아, 왕의 거처를 크림 반도로 옮겨 연명을 꾀했다. 기원전 5~3세기경 스키타이 문화는 급진적으로 동쪽으로 전파되어 다른 유목민족에게 큰 영향을 주었다. 유목 기마민족의 여러 문화는 그들 특수한 환경의 요청에 의해 창조된 것으로, 특히 의복장식·일상생활용 도구·무기·거마구 등에 유사한 것이 많고, 더욱이 그것들에 나타나 있는 정교한 장식의장(동물·수렵 무늬)에도 공통되는 특징이 있다. 그러한 공통성은, 스키타이 문화에 최초의 현현(顯現)이 인정되는 경우가 적지 않다. 따라서 스키타이 문화의 영향을 받은 유목 기마민족의 여러 문화를 총괄하여 스키타이식 문화 또는 스키트 시베리아 문화라고 한다.

## 같이 보기
- 유라시아 유목민